# Achat à crédit
L'achat à crédit ou vente à tempérament est définie comme tout contrat de crédit qui doit normalement emporter acquisition d'un bien meuble corporel (électroménager, véhicule, etc.) et dont le prix s'acquitte en versements périodiques, en 3 paiements au moins, en ce non compris l'acompte. Un acompte d'au moins 15 % du prix de vente doit être versé au vendeur à la signature du contrat. Tant que l'acompte n'est pas payé, la vente n'existe pas.

## Droit québécois
En droit québécois, la vente à tempérament fait l'objet des articles 1745 à 1749 du Code civil du Québec.